# Hella (entreprise)

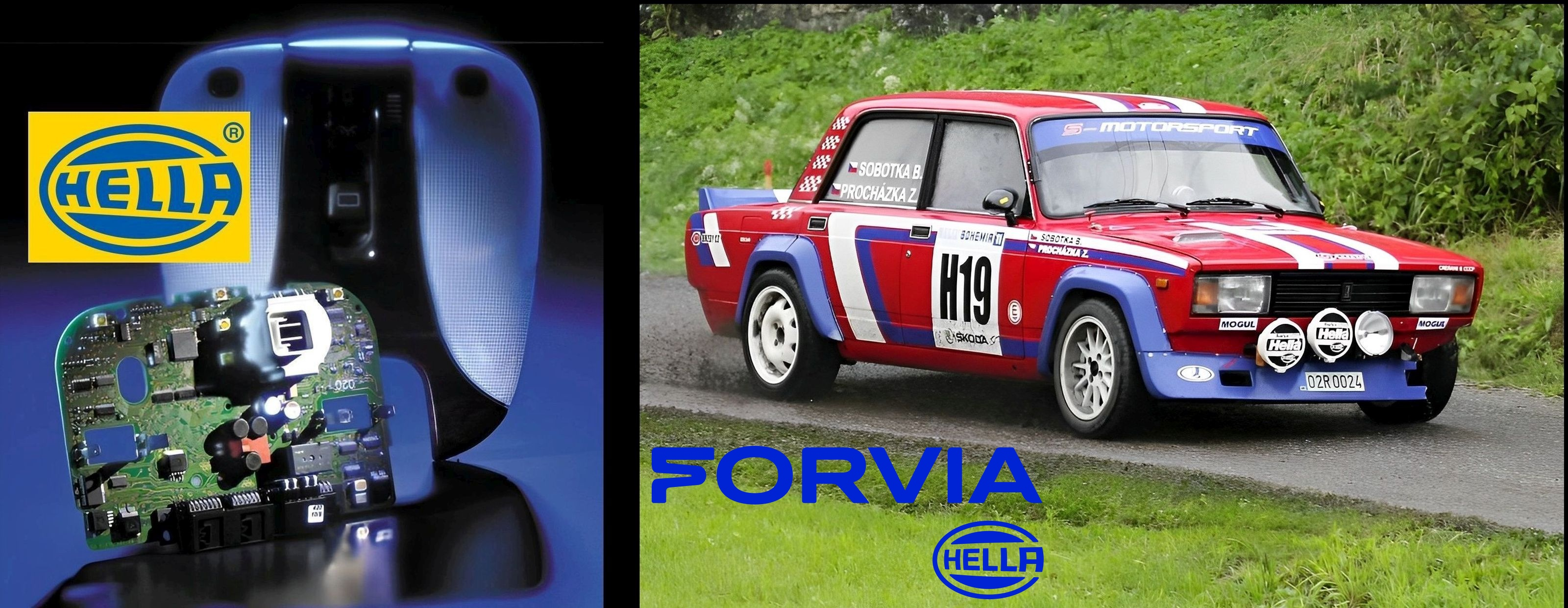
Modul et voiture de rallye avec équipée de phares Hella, ancien et nouveau logo

Hella GmbH & Co. KGaA (orthographe propre HELLA GmbH & Co. KGaA) est un équipementier automobile allemand coté en bourse, dont le siège est à Lippstadt. Ses activités principales se répartissent en trois segments : l'éclairage, de l'électronique et des solutions de cycle de vie. Hella fait partie du top 50 des équipementiers automobiles mondiaux et des 100 plus grandes entreprises industrielles en Allemagne et emploie environ 37.000 personnes (2024) sur plus de 125 sites dans le monde. Le groupe dispose de l'une des plus grandes organisations commerciales pour les pièces automobiles, les accessoires, le système de diagnostic automobile et les prestations de service en Europe. L'entreprise est détenue majoritairement par l'équipementier automobile français Forvia.

## Histoire

### De 1889 à 1933
L'entreprise a été fondée en 1899 par Sally Windmüller sous le nom de « Westfälische Metall-Industrie Aktien-Gesellschaft (WMI) ». À cette époque, la gamme de produits se composait de pavillons acoustique et de lampes à bougie et à pétrole pour les calèches.
Le nom Hella a été utilisé pour la première fois en 1908 comme marque déposée pour une lampe au carbure pour véhicules. En 1923, la famille de fabricants Hueck (de) de Lüdenscheid a repris la majorité des actions. En 1986, le nom Hella a finalement été intégré à la dénomination de l'entreprise. L'explication la plus probable du nom de la marque est attribuée à Sally Windmüller en personne, qui voulait ainsi rendre hommage à sa femme Helene, en abrégé Hella, tout en profitant de l'association ludique entre le nom et le mot « plus clair ».
Après la Machtergreifung, les nationaux-socialistes ont encouragé la motorisation, notamment en supprimant la taxe sur les véhicules. La production des seuls phares de la WMI a ainsi quadruplé en l'espace de cinq ans. Pour la KdF-Wagen, l'entreprise fournit des phares, des feux, des avertisseurs sonores et des clignotants. En 1936, elle reçut une importante commande exclusive de Ford pour tous ses besoins en accessoires. Selon le montant des ventes en 1939, Noris et Auto Union suivirent ensuite. En 1935, WMI fut la première entreprise allemande à ouvrir un atelier d'apprentissage pour former des outilleurs et des ajusteurs mécaniques. Le nombre d'employés passa de 300 en 1933 à 1700 en 1939. En 1935/36, des machines de haute qualité furent achetées pour apprentissage et la fabrication d'outils.

### Seconde guerre mondiale
Dès l'exercice 1939/40, l'industrie de l'armement représentait 57,7 % du chiffre d'affaires. Comme pendant la Première Guerre mondiale, de grandes quantités de munitions ont été fabriquées, pour lesquelles l'entreprise a fait appel à davantage de femmes, mais aussi à un recrutement de force et, à partir de novembre 1944, à des détenues des camps de concentration : 335 femmes juives, du Camp extérieur de Lippstadt II du camp de concentration de Buchenwald créé à cet effet,.

### Après la Seconde Guerre mondiale
Épargnée par les attaques aériennes, la WMI obtint en juin 1945 l'autorisation de reprendre ses activités de la part des autorités d'occupation. Les dommages de démantèlement ne s'élevaient qu'à 8616 marks.
L'expansion de l'entreprise a commencé, si bien qu'en 1951, la première filiale allemande a été créée à Todtnau sous le nom de Metallwerke Todtnau, qui a ensuite été transférée en 1976 sur le site actuel de Wembach. Aujourd'hui, l'entreprise dispose en Allemagne, entre autres, de sites à Lippstadt, Brême, Recklinghausen, Ratisbonne, Hamm (Bockum-Hövel), Nellingen et Wembach. Le magasin central d'Erwitte, ouvert depuis 1973, portait le nom de Hella Distribution. L'internationalisation de l'entreprise a également commencé au début des années 1960 et le premier site de production étranger a été créé en 1961 à Mentone, en Australie.
Depuis les années 1990, Hella a également participé à plusieurs joint-ventures avec d'autres équipementiers automobiles afin de développer des compétences dans d'autres domaines que ses activités principales. En 2020, Hella a mené différentes coopérations avec Mahle Behr GmbH & Co. KG (Behr), Plastic Omnium, Samlip, Leoni AG, Mando Corporation TMD Friction et InnoSenT GmbH, Changchun FAWAY Automobile Components, Beijing Automotive Group (BAIC), Faurecia et Oculii. Les joint-ventures sont par exemple Hella-Behr Plastic Omnium (HBPO) (de)) et Behr-Hella Thermocontrol (BHTC (de)) à Lippstadt ou encore Intedis à Würzburg. Les différentes coentreprises s'occupaient et autres de l'architecture de réseaux de bord électroniques (coentreprise Intedis) ou du développement de matériel de diagnostic (coentreprise Hella Gutmann Solutions, Ihringen). Par ailleurs, la société holding commune Hella Stanley a été fondée en 2002 avec Stanley Electric comme partenaire et avec un siège à Melbourne.
Depuis 2017, Hella a créé brighter AI et Yptokey à partir de son incubateur interne

### Reprise par Faurecia en 2021
Au 14 avril 2021, l'équipementier automobile français Faurecia a accepté de racheter la participation majoritaire de 60 % de la famille Hueck dans Hella pour 3,4 milliards d'euros et a annoncé une offre de 60 euros par action pour les parts restantes, ce qui valorisait l'entreprise à 6,7 milliards d'euros au total. Le contrat de reprise concernant la part de 60 % a été conclu le 15 août 2021. Jusqu'au début de 2022, Fouretia a acheté la moitié des actions restantes, ce qui a porté sa participation dans Hella à 80 %. Parallèlement, Faurecia SE a été rebaptisée Forvia SE. Dans le langage courant, pour Hella GmbH & Co. KGaA. ont été introduites la désignation Forvia Hella et pour Forvia SE la désignation Forvia Faurecia. Les produits de Hella GmbH & Co. KGaA continueront toutefois à être vendus sous la marque introduite .

## Structure de l'actionnariat
(au 31 décembre 2023) 
Associé responsable personnellement : Hella Geschäftsführungsgesellschaft mbH 
Actionnaires en commandite : 
- Forvia SE - 80,59 %
- Elliott Investment Management LP (Paul Singer) - 9,91 %
- Artisan Partners LP- 2,76 %
- Public - 6,74 %.

## Produits
- Dans le secteur d'activité de l'éclairage, Hella développe et fabrique des projecteurs, des luminaires   et des éclairage intérieur. Les innovations actuelles sont les systèmes de phares commandés par capteurs qui s'adaptent à la situation de conduite et aux conditions météorologiques, les feux de route anti-éblouissants et "Solid State Lighting | High Definition", dans lequel jusqu'à 30.000 pixels peuvent être commandés individuellement de manière intelligente à l'intérieur du phare à LED[12]. Des projecteurs équipés de LEDs comme sources lumineuses pour les feux de croisement et les feux de route sont déjà produits en série, de même que pour les feux de position et les feux de circulation diurne.

- Des systèmes d'assistance à la conduites basés sur des caméras ont été développés pour optimiser la répartition de la lumière en fonction de la situation routière. Pour ce faire, l'entreprise a repris en 2006 la société AGLAIA, spécialisée dans les systèmes de capteurs visuels et basée à Berlin[13]. Deux ans plus tard, le premier système d'assistance à la conduite basé sur une caméra développé chez Hella était déjà produit en série[14].

- Les systèmes destinés à augmenter l'efficacité ainsi que les systèmes de sécurité et de confort caractérisent le portefeuille de produits électronique. En font partie les appareils de commande électroniques compatibles avec le bus de données ainsi que les unités de commande électronique de toit sous forme de modules électroniques d'éclairage, mais aussi les systèmes d'accès et d'autorisation de conduite. Les modules de gestion de l'énergie optimisent l'équilibre énergétique du réseau de bord et améliorent le bilan de charge de la batterie. D'autres domaines de produits sont les systèmes électroniques d'assistance à la conduite, également basés sur des capteurs radars de 24 GHz. Les assistants de changement de voie et les aides au stationnement sont des produits importants dans ce domaine. D'autres domaines de produits importants sont les composants électroniques tels que les actionneurs, les capteurs de pédale d'accélérateur, les unités de commande de direction pour les systèmes EPS, les capteurs d'huile, les capteurs de position, les détecteurs de pluie/lumière, les lave-phares et les pompes à vide.

- Outre les accessoires automobiles pour les voitures civiles, Hella développe et fabrique également des systèmes de signalisation spéciaux pour les véhicules d'intervention des autorités. Il s'agit notamment de gyrophares et de feux à éclats (en bleu et en jaune), de systèmes d'avertissement optiques (OWS) ainsi que de combinaisons de tonalités omnidirectionnelles. Il s'agit de structures de toit compactes qui réunissent deux feux bleus, un avertisseur sonore de suivi et, en option, divers éléments supplémentaires. Ils sont utilisés par exemple par la police, l'aide médicale urgente, les pompiers et les services de secours techniques (Technisches Hilfswerk). La gamme de produits pour les autorités comprend également des projecteurs, ce que l'on appelle des "racleurs de route" (feux à éclats sur le pare-chocs) et quelques autres produits, par exemple des systèmes de signalisation spéciaux dissimulés pour les véhicules d'intervention civils.

- La Nouvelle-Zélande Hella-New Zealand Limited fournit, avec la gamme Hella-Marine, des luminaires pour l'utilisation sur les bateaux. En 2014, Hella a conclu une coopération avec le constructeur automobile chinois Beijing Motor Corporation (BAIC) afin de développer et de produire des systèmes d'éclairage spécialement adaptés au marché chinois[15].

- En 2020, Hella a conclu un partenariat stratégique avec la start-up américaine Oculii afin de développer de nouveaux systèmes radar pour la conduite automatisée[16].

## Développement de produits
| Année | Développement |
| ----- | --- |
| 1908  | Premiers phares électriques |
| 1915  | Premiers feux de croisement |
| 1936  | Phares pour le prototype Volkswagen |
| 1957  | Distribution asymétrique de la lumière |
|       | Première commande de clignotants |
| 1965  | Première centrale clignotante entièrement électronique |
| 1971  | H4-Lumière halogène |
| 1976  | Système de régulation de vitesse électropneumatique |
| 1983  | Premier projecteur de projection DE |
| 1988  | Réflecteur de forme libre |
| 1992  | Les phares au xénon de la première génération sont produits en série. |
| 1993  | Homologation du premier projecteur principal européen avec diffuseur en plastique |
| 1998  | Première clé radio pour les systèmes d'accès aux véhicules |
| 1999  | Le premier projecteur bi-xénon est produit en série |
|       | Avec le "Contactless Inductive Position Sensor" (CIPOS), HELLA introduit son propre capteur de position qui a fait ses preuves des millions de fois à ce jour. |
|       | Introduction en série de capteurs de pluie et de luminosité intégrés |
| 2002  | Premier feu de jour spécial |
| 2003  | Première application en série au monde de LED blanches dans les phares (feux de jour) |
|       | Eclairage de virage et éclairage dynamique de virage |
|       | Introduction du capteur de batterie intelligent (IBS) |
| 2007  | Première caméra frontale avec reconnaissance des panneaux de signalisation et de la voie et premier stabilisateur de tension pour les systèmes start-stop |
| 2008  | Hella présente son premier projecteur entièrement LED, lancement sur le marché en 2009. |
|       | Hella obtient l'homologation mondiale pour le système d'aide au changement de voie de la nouvelle Audi A4. |
| 2010  | Développement d'une unité de commande de direction pour les systèmes EPS (direction assistée électrique) |
|       | Premier projecteur basé sur une caméra avec une coupure adaptée |
| 2012  | Premier projecteur avec fonctions d'éclairage principal à LED pour le segment Truck. |
|       | Radar 2.0 pour les applications à l'arrière |
| 2013  | Premier projecteur à matrice LED avec feux de route anti-éblouissants |
| 2014  | Actionneur Waste-Gate pour moteurs à essence turbocompressés |
| 2016  | Système de gestion de la batterie pour les véhicules entièrement hybrides et électriques |
| 2019  | Premier projecteur LED SSL HD avec jusqu'à 15 000 pixels contrôlables individuellement |
| 2020  | La dernière technologie de radars 77 GHz pour voitures particulières entre en production. |
| 2021  | HELLA FlatLight : Des optiques plus petites qu'un grain de sel, Une technologie micro-optique innovante ouvre de nouvelles possibilités de design et des avantages fonctionnels dans le domaine des feux arrière. |
| 2022  | grille de calandre éclairée « Cristal Face » pour Škoda Enyaq iV |
|       | Coolant Control Hub : premier produit de ce type à associer toutes les fonctions nécessaires à une gestion thermique efficace et économe en énergie pour les véhicules électriques : les circuits de refroidissement pour la batterie, le moteur électrique ainsi que l'habitacle du véhicule, réduisant ainsi jusqu'à 50 pour cent des composants dans le système global. |
|       | Le nouvel éclairage d'ambiance du véhicule prend en charge différentes situations de conduite et peut, en fonction de la situation, transformer l'habitacle en bureau avec une lumière blanche ou créer une atmosphère de salon avec des couleurs tamisées. |
| 2023  | Plat, efficace et évolutif : HELLA lance la technologie FlatLight pour la première fois en série sous forme de feux diurnes |
|       | HELLA et Porsche lancent sur le marché le premier projecteur à matrice HD SSL au monde |
|       | Projecteurs SlimLine Bi-LED : HELLA présente le premier projecteur rectangulaire Bi-LED |
| 2024  | FORVIA HELLA et Audi ouvrent de nouvelles voies avec un concept de projecteurs numériques pour le Q6 e-tron. Les phares à LED Matrix réalisent les feux de route sans éblouissement et les feux de jour numériques personnalisables. |